# EZ2Dancer

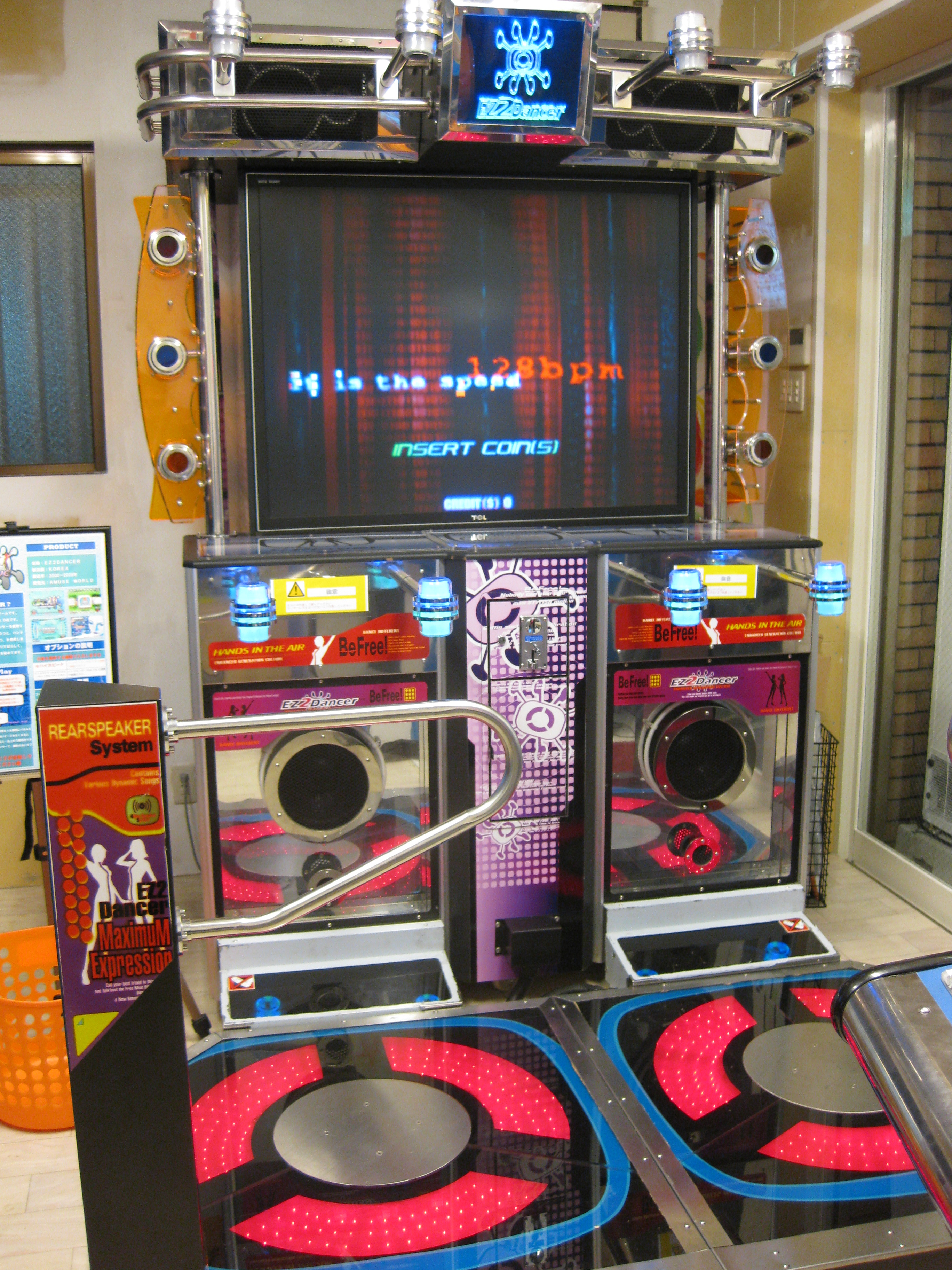
『EZ2Dancer UK MOVE』筐体

EZ2Dancer（イージー・トゥ・ダンサー）は、韓国のゲームメーカーAmuse World社が開発していた業務用音楽ゲーム。
Amuse World社が制作したEZ2DJが韓国で大ヒットし、その流れを受けて制作される形となった。
3枚のパネルと2つのセンサーを入力デバイスに持ち、流れる音楽と画面下から出てくるシーケンスに合わせてパネルを踏んだりセンサーをさえぎったりする。形態としてはコナミ社のダンスダンスレボリューションとダンスマニアックスを合わせた状態である。
曲はK-POPS版権曲が中心だが、EZ2DJの曲も相当数選べるようになっている。これは当作とEZ2DJをリンクさせてプレイするモードを想定していたからであるが、最終的には開発が中断し未実装で終わっている。その為、EZ2DJに収録される予定だったEZ2Dancerの移植曲はEZ2DJ 2ND TRAXにて収録される事になった。
日本国内でもロケーションテストが行われ、都内や埼玉県の数店舗で実際に稼働した報告例がある。

## 歴代バージョン
- EZ2Dancer 1stMOVE(2000)
- EZ2Dancer 2ndMOVE(2001)
- EZ2Dancer UK MOVE(2002)
- EZ2Dancer UK MOVE Special Edition(2003)
- EZ2Dancer SuperCHINA(2004)

## ゲームモード
- Easy Style 初心者用モード。パネル3つとセンサー2つを使用。センサー上下の判別はない。
- Hard Style 中～上級者モード。使用するパネルはEasy・Normalと同じ。
- Real Style センサーに上下の判別がつき、7つのシーケンスでプレイするモード。ハンドセンサーは上が青、下が緑となる。
- Club Style いわゆるダブルモード。6つのパネルと4つのセンサー、10個のシーケンスでプレイする。

## オプションコマンド

### 全曲選択
モード選択時にセンサー下左右x10回(1stMOVE)

モード選択時にセンサー下左x8回の後、フットパネル右x1(2ndMOVE)

### ハイスピード
選曲時にハンド下センサー左を3回。1回入力ごとにx1→x2→x4をローテーション(1stMOVE)

### ノート
選曲時にハンド下センサー右を3回。1回入力ごとにHidden(途中で消える)→Sudden(途中から現れる)→Blink(点滅)→Blind(表示されない)→Normalをローテーション(1stMOVE)

### シーケンス
選曲時にフットパネル左右x2回。1回入力ごとにFlip(左右反転)→R.Right(右に1つずれる)→R.Left(左に1つずれる)→Random→Normalをローテーション(1stMOVE)

### オブジェクト
- Panic

ハンドセンサー下右x1、左x2、右x3、左x4
- Tomato

ハンドセンサー下左x4、右x3、左x2、右x1
- Ztar

ハンドセンサー下右x4、左x3、右x2、左x1
- キャンセル

ハンドセンサー下左x1、右x2、左x3、右x4